# Várgesztesi-zsomboly
A Várgesztesi-zsomboly a Duna–Ipoly Nemzeti Parkban található Vértes hegységben, Várgesztesen lévő egyik barlang.

## Leírás
A Vértes hegység központi részén, Várgesztes külterületén helyezkedik el a barlang. Megközelíteni a Várgesztes elején fekvő tótól, az Országos Kéktúra kék sáv jelzését követve, majd a messziről is látható sziklafalakat elérve balra fordulva, és kb. 300 m-t haladva lehetséges. Erdőben van a barlang bejárati udvara, mely egy jelentős méretű beszakadás. A tág bejárati udvar minden bizonnyal egy nagyméretű barlangterem felszakadása miatt jött létre. A beszakadásból egy meredek lejtőn lehet megközelíteni a barlangbejáratot. A barlangbejárat 12 m széles, 3,5 m magas, természetes jellegű, íves alakú és vízszintes tengelyirányú.
A barlang eocén mészkőben alakult ki. A bejárat után néhány rövid kúszójárat következik. Kitöltése erdei talajból, humuszból és jelentős mennyiségű kőzettörmelékből áll. Jelenlegi formáját a felszíni hatások (fagy miatti kőzetaprózódás) befolyásolták, emiatt eltűnt eredeti formakincse. A barlang 12 m hosszú, 4 m függőleges kiterjedésű, 1 m mély és 3 m magas. A barlangban jelentősebb életnyomok nem láthatók. Csak néhány rovar, leginkább szúnyog és pók fordul elő benne. A könnyen megközelíthető üreg bejárásához nem szükséges barlangjáró alapfelszerelést használni és engedély sem kell hozzá.
1990-ben volt először Várgesztesi-zsomboly néven említve a barlang az irodalmában. Előfordul a barlang az irodalmában Hideg-lyuk (Polacsek 2003), Jégverem-barlang (Polacsek 2003), Várgesztesi-szakadék (Kocsis 2006) és Várgesztesi szakadék (Polacsek 2003) neveken is.

## Kutatástörténet
1990. szeptember 1-jén Imre Gábor és Polacsek Zsolt (a Külker SC két tagja) felmérték a barlangot, majd a felmérés felhasználásával Polacsek Zsolt megszerkesztette a Várgesztesi-zsomboly (Vértes hegység) alaprajz térképét és hosszmetszet térképét. A térképek 1:200 (vagy 1:100) méretarányban ábrázolják a barlangot. Az alaprajz térkép használatához a térképlapon jelölve van az É-i irány. A barlang a felmérés alapján 15 m hosszú és 8 m mély.
A Külker SC Barlangkutató Csoport 1990. évi jelentése szerint a Várgesztesi-zsomboly a várgesztesi kőfejtők Ny-i végétől kb. 200 m-re helyezkedik el. A beszakadás kb. 15 m átmérőjű és 6–8 m mély. Szálkőfal határolja egyik oldalát. Minden bizonnyal egy barlangterem felszakadása miatt alakult ki az üreg. Elképzelhető, hogy követ fejtettek benne. Továbbvezető járatai feltöltődtek, minden bizonnyal beomlottak. Ismert részei laposak, feltöltődtek. A kb. 13 m hosszúságig ismert barlangüregek a beszakadás D-i oldalában, annak alsó részén találhatók. Az üreg nummulinás és egyéb makrofaunát tartalmazó eocén mészkőben jött létre. Mivel nagy az akkumuláció, ezért nem célszerű feltáró munkát végezni benne. Jelentéktelen élővilága van. Elkészült a barlang térkép- és fénykép-dokumentációja. A barlang fénykép-dokumentációját Polacsek Zsolt készítette el. A kéziratban van két térképrészlet, amelyek bemutatják a Várgesztesi-zsomboly földrajzi elhelyezkedését. A jelentésbe bekerültek a barlang 1990-ben készült térképei.
2003-ban Kocsis Ákos és Polacsek Zsolt mérték fel a barlangot, majd ebben az évben, a felmérés alapján Polacsek Zsolt megszerkesztette a Várgesztesi-zsomboly (4522/20) alaprajz térképét és két hosszmetszet térképét. A térképek 1:100 méretarányban ábrázolják a barlangot. Az alaprajz térkép használatához a térképlapon jelölve van az É-i irány. Az alaprajz térképen látható a két hosszmetszet elhelyezkedése a barlangban.

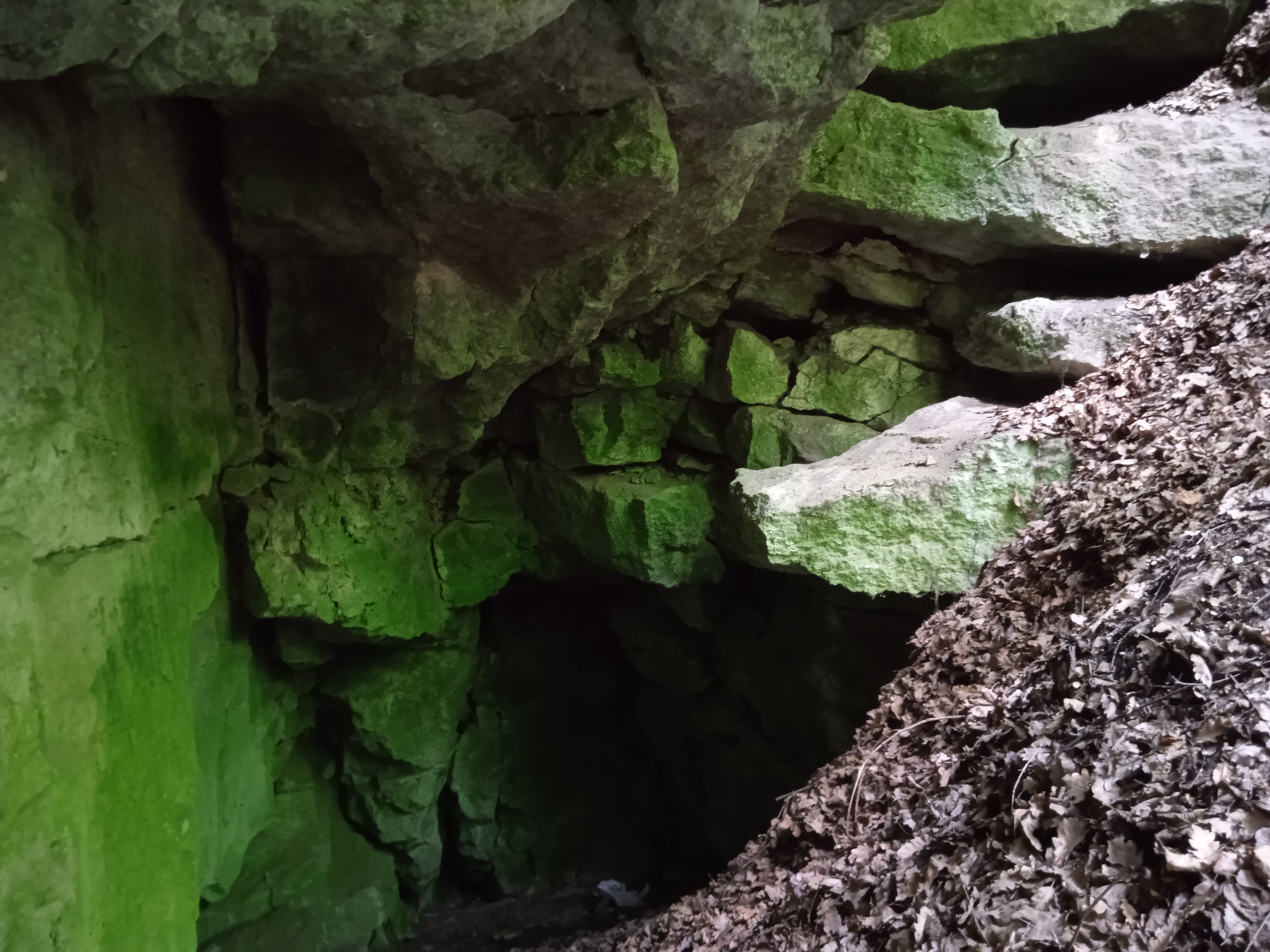
A Várgesztesi-zsomboly belseje

A barlang 2003. december 3-án, kataszteri alapadat-felvétel alapján készült nyilvántartólapja szerint a 4522-20 barlangkataszteri számú Várgesztesi-zsomboly (Várgesztesi szakadék, Hideg-lyuk, Jégverem-barlang) a Vértes hegységben lévő Várgesztesen (Komárom-Esztergom megye) található. Hegyoldalon lévő erdőben van a barlang 12 m széles, 3,5 m magas, természetes jellegű, íves alakú és vízszintes tengelyirányú bejárata. A részletesen felmért barlang 12 m hosszú, 5 m függőleges kiterjedésű, 3,5 m magas, 0 m mély és 5 m vízszintes kiterjedésű. Eocén mészkőben (Szőci Mészkő Formáció?) húzódik az üreg. A barlang kialakulását előkészítette a tektonika. Az üreg tektonika és omlás miatt jött létre.
Az egyszerű térformájú barlang aljzata lejt, és jellemző szelvénytípusa a beszakadt barlangüreg, a belső részen hasadék. Morfológiai nagyformák az utólagos kőzetaprózódás miatt nem ismerhetők fel benne. Morfológiai kisformái: szögletes formák, kifagyásos formák. Szervetlen, helyben keletkezett törmelékkitöltése kőzettörmelékből áll. A barlang aljzatát talaj, humusz alkotja. A bejárat közelében kis mohatelepek fordulnak elő. A befoglaló kőzetben eocén nummuliteszek vannak. Valószínűleg csepegő vizek (időszakosan) előfordulnak benne. A barlang mérete és jellege miatt a felszíni hőmérsékleti viszonyok érvényesülnek benne. A helyiek régóta ismerik az üreget. A Tatabányai Barlangkutató Egyesület 1991. évi évkönyvében volt először írott formában említve a barlang. A gyakorlatilag érintetlen barlang aljzata gyakorlatilag érintetlen.

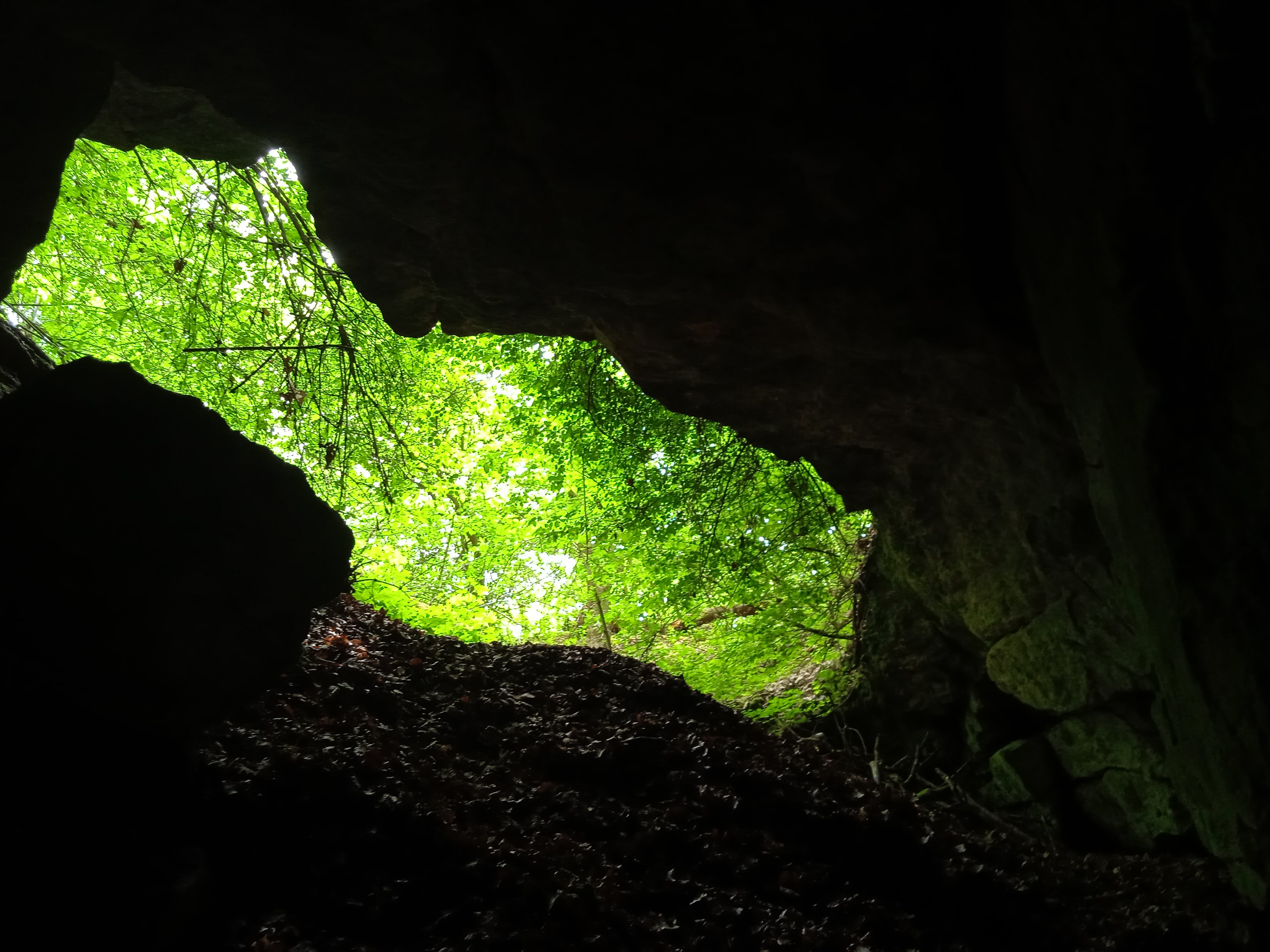
A Várgesztesi-zsomboly bejárata

A barlangot sziklafalak tövében, erdőben, jelzett, majd jelzetlen úton lehet megközelíteni. Az engedély nélkül látogatható barlang bejárásához nem szükséges barlangjáró alapfelszerelést használni. A barlang bejárásakor kitöltése porszáraz volt. Jogi státusz: védett az 1961. évi 18. tvr. alapján. Illetékes természetvédelmi hatóság: Duna–Ipoly Nemzeti Park Igazgatóság. Vagyonkezelő: Magyar Államkincstár Rt. Felszínének helyi (önkormányzati szintű) védettsége van. A barlangbejárat állami tulajdonú erdészet kezelésében van (Vértesi Erdészeti és Faipari Rt.). A felszín gazdasági jellege erdő. Kapcsolódó dokumentumok: barlangtérkép (M = 1:100), leírás, a barlangbejárat fényképe.
A 2006. évi Karszt és Barlangban szó van arról, hogy a Vértes hegység K-i részén lévő, nemrég megismert néhány üreg közül pl. a Várgesztesi-szakadék számít jelentősebbnek. Ezen a helyen is lehetőség van arra, hogy hosszú barlang legyen felfedezve. Nincs benne az Alba Regia Barlangkutató Csoport által készített barlangkataszterben a barlang. Kocsis Ákos az üreg létezéséről Polacsek Zsolt (Tatabányai Barlangkutató Egyesület) szóbeli közlése alapján értesült. A Várgesztesi-medence K-i szélén lévő hegyoldalon található sziklavonulat É-i végénél van a beszakadás.
A beszakadás egy eocén mészkőben keletkezett nagy barlangterem beomlása miatt jött létre. Ezért az tulajdonképpen egy szakadéktöbör is. A Dunántúlon egyedülálló a képződmény, azonban nem vetekszik az Udvar-kő méretével. Aláhajló és vízszintes mennyezetbe forduló falai barlangot alkotnak napjainkban is. Az oldásformák hiánya azonban azt bizonyítja, hogy mélyebben volt az eredeti karsztüreg. Hasadékok nyílnak a szakadék oldalából. Nyári melegben a szakadéktöbör alja jól érezhetően hideg és intenzív huzat jön a hasadékokból. Emiatt minden bizonnyal egy barlangrendszer fekszik a beszakadás omladékzónája mögött. A tanulmányban van egy fénykép, amelyen látható a Várgesztesi-zsomboly bejárati udvara. A publikációban lévő egyik ábrán, amely a Vértes hegységben nemrég felfedezett barlangok földrajzi elhelyezkedését mutatja be vázlatosan, megfigyelhető a Várgesztesi-szakadék földrajzi elhelyezkedése.

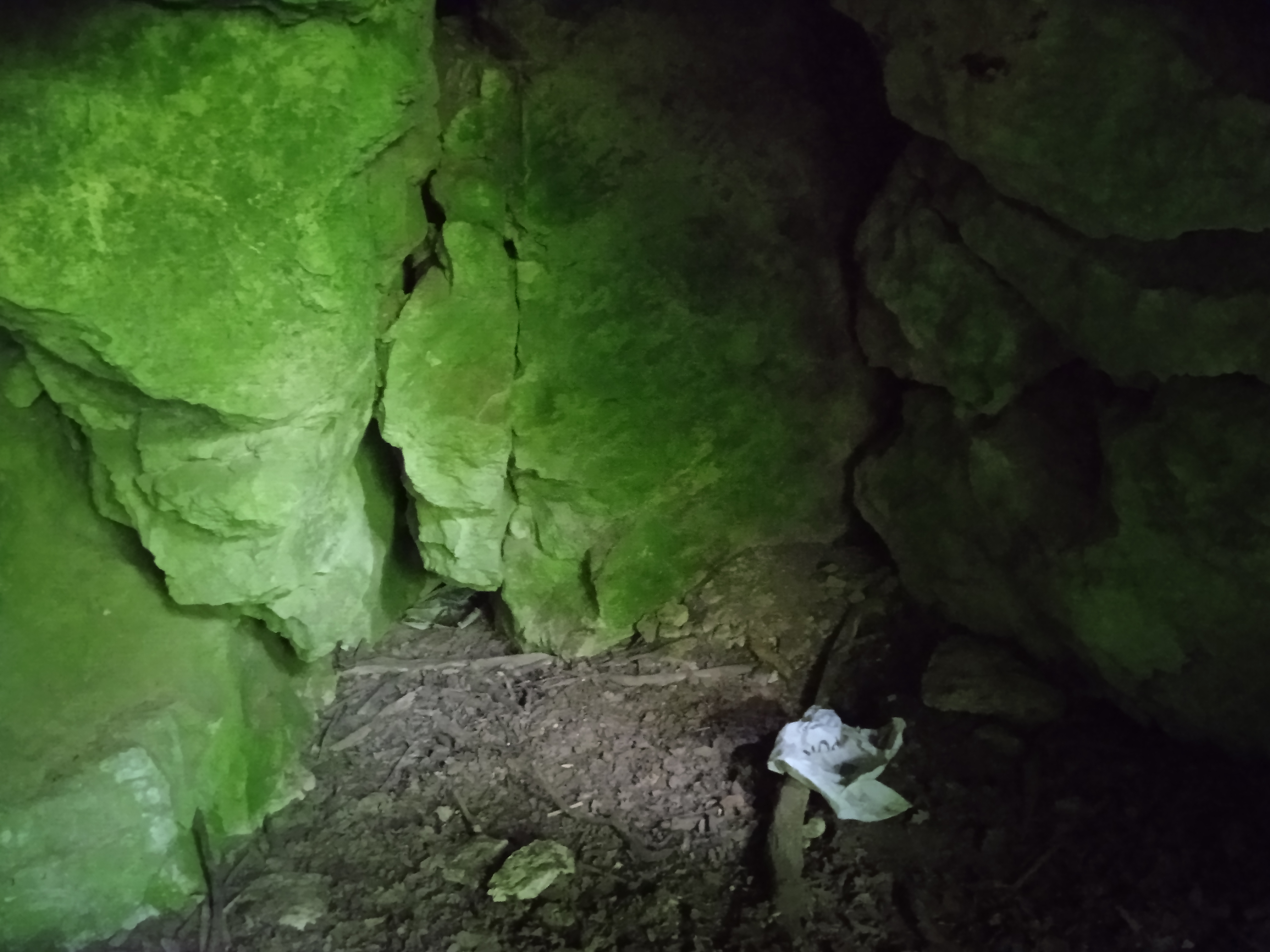
A Várgesztesi-zsomboly belseje

A Polacsek Zsolt és Ba Julianna által írt, 2017. évi jelentés szerint a Várgesztesről is jól látható, sziklamászók által kedvelt sziklaletörésektől Ny-ra lévő domboldalban elhelyezkedő, kb. 15 m átmérőjű beszakadás (várgesztesi Hideg-lyuk) eocén nummulinás mészkőben található. Először az 1980-as évek végén keltette fel az üreg Polacsek Zsolték figyelmét. A valószínűleg régóta ismert üreget a helyiek Hideg-lyuknak nevezték el. A Várgesztesi-zsomboly a Vértes hegység központi részén, Várgesztes külterületén fekszik. Megközelíteni a Várgesztes elején lévő tótól az Országos Kéktúra jelzését követve lehet. A messziről is látható sziklafalakat elérve balra kell fordulni, majd kb. 300 m-t kell haladni az erdőben a jelentős méretű beszakadásig.
A barlang eocén mészkőben alakult ki. A tág bejárati udvar valószínűleg egy jelentős méretű barlangterem felszakadása miatt jött létre. A barlangbejárat meredek lejtőn közelíthető meg, majd néhány rövid kúszójáratban lehet haladni. Kitöltése erdei talajból, humuszból és sok kőzettörmelékből áll. Jelenlegi formáját a felszíni hatások (fagy miatti kőzetaprózódás) befolyásolták, emiatt eltűnt eredeti formakincse. Az üreg 12 m hosszú. A kitöltés porszáraz volt megfigyelésekor. A barlangban Polacsek Zsolték jelentős életnyomot nem találtak, csak néhány rovart, leginkább szúnyogokat és pókokat. Az üreg barlangjáró alapfelszerelés használata nélkül is járható. A kéziratba bekerült a barlang 2003-ban készült alaprajz térképe. A jelentésben van egy térképrészlet, amely bemutatja a Várgesztesi-zsomboly földrajzi elhelyezkedését.